# Lista najwyższych budynków w San Antonio
San Antonio jest siódmym największym miastem w Stanach Zjednoczonych. Znajduje się w stanie Teksas, będąc drugą co do wielkości metropolią, z liczbą ludności powyżej 1,4 mln osób.
Powstało tu do tej pory 9 budynków przekraczających próg 100 metrów wysokości, spośród których jedynie jeden przekracza 150 metrów wysokości. W trakcie budowy jest dziesiąty taki budynek – 300 Main. Planowane zakończenie prac w 2024. Będzie to budynek mieszkalny o wysokości przekraczającej 400 stóp (120 metrów). Większość wieżowców powstało w latach 80., kiedy to w większości amerykańskich miast panowała moda na budowę wysokich drapaczy chmur.

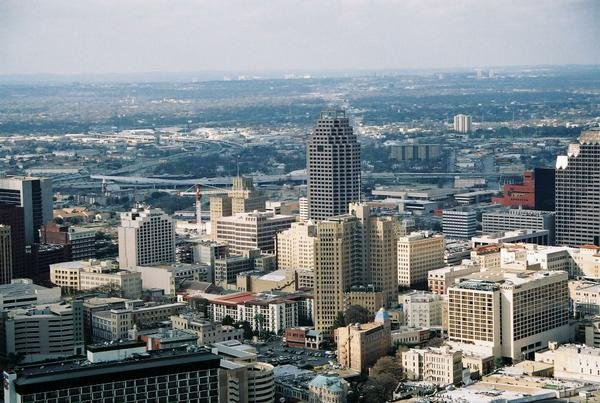
Centrum San Antonio

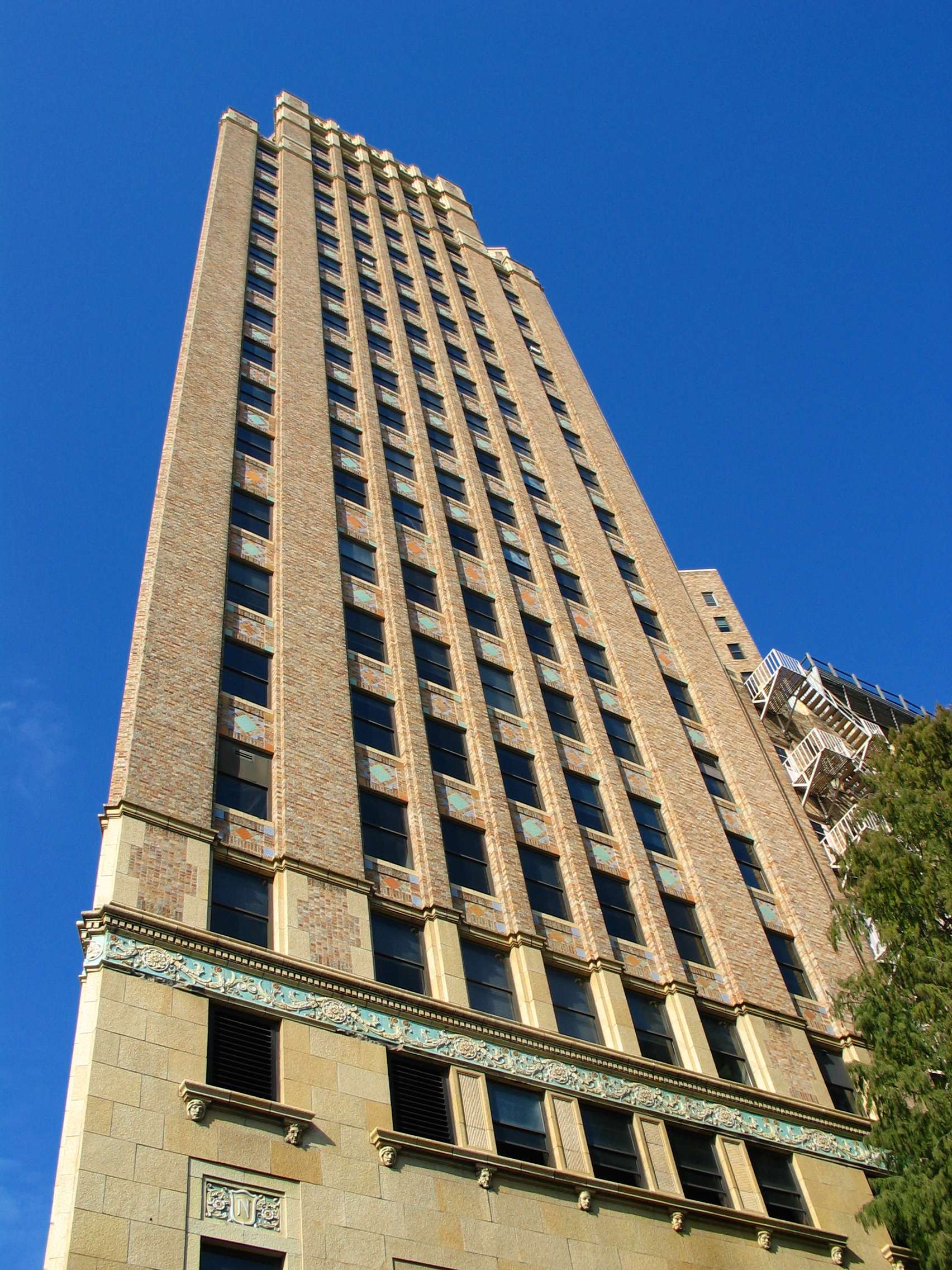
Nix Professional Building

## 10 najwyższych budynków
| Ranking | Budynek                                  | Wysokość strukturalna | Liczba pięter | Rok budowy |
| ------- | ---------------------------------------- | --------------------- | ------------- | ---------- |
| 1.      | Marriott Rivercenter                     | 166 m                 | 38            | 1988       |
| 2.      | Weston Centre                            | 135 m                 | 32            | 1989       |
| 3.      | Grand Hyatt San Antonio                  | 129 m                 | 34            | 2008       |
| 4.      | Tower Life Building                      | 123 m                 | 30            | 1929       |
| 5.      | Bank of America Plaza                    | 118 m                 | 28            | 1983       |
| 6.      | Frost Tower                              | 112 m                 | 24            | 2019       |
| 7.      | The Towers at Park Lane                  | 112 m                 | 23            | 1988       |
| 8.      | San Antonio Marriott Riverwalk           | 106 m                 | 30            | 1979       |
| 9.      | San Antonio Crowne Plaza Hotel-Riverwalk | 103 m                 | 24            | 1929       |
| 10.     | InterContinental San Antonio             | 99 m                  | 21            | 1957       |